# Dicentria palmita
Dicentria palmita är en fjärilsart som beskrevs av William Schaus 1906. Dicentria palmita ingår i släktet Dicentria och familjen tandspinnare. Inga underarter finns listade i Catalogue of Life.